# Raphael Sealey
Raphael Sealey (Middlesbrough, Inglaterra, 14 de agosto de 1927 – Berkeley, California, 29 de noviembre de 2013) fue un profesor de estudios clásicos e historiador antiguo.
Sealey estudió en el University College de Oxford con el profesor George Cawkwell, y recibió un Master of Arts de la Universidad de Oxford en 1951.
Raphael Sealey fue profesor de Historia en la Universidad de California en Berkeley en California, Estados Unidos, de 1967 a 2000, especializándose en historia y leyes de la Antigua Grecia. Al jubilarse fue profesor emérito. Antes de ir a Berkeley, enseñó en la Universidad de Bangor del Norte de Gales, en la Universidad Queen Mary de Londres, en la Universidad de Londres y en la Universidad de Búfalo.

## Obras selectas
Selección de libros de Sealey:
- A History of the Greek City States, 700-338 B.C (en inglés). Oakland: University of California Press. 1976.
- The Athenian Republic: Democracy or the Rule of Law (en inglés). State College: Pennsylvania State University Press. 1987.
- Women and Law in Classical Greece (en inglés). Chapel Hill: University of North Carolina Press. 1990.
- Demosthenes and His Time: A Study in Defeat (en inglés). Oxford: Oxford University Press. 1993.
- Ann Arbor, ed. (1994). The Justice of the Greeks (en inglés). University of Michigan Press.